# Mesophylla macconnelli
Mesophylla macconnelli es una especie de murciélago de la familia Phyllostomidae. Es el único miembro del género monotípico Mesophylla.

## Distribución geográfica
Se encuentra en Sudamérica y América Central.